# Rally Sierra Juárez de 2013
El décimo Rally Sierra Juárez, oficialmente X Rally Sierra Juárez 2013, fue quinta fecha de la temporada 2013 del Campeonato Mexicano de Rally. Se llevó a cabo los días 30 y 31 de agosto, en la ciudad de Oaxaca. Tuvo un recorrido total de 421,61 km sobre asfalto, de los cuales 129,62 kilómetros fueron divididos en ocho tramos cronometrados. Participaron 21 tripulaciones, con dos de ellas forzadas a abandonar la prueba por fallas mecánicas en sus automóviles.
Después de los dos primeros tramos de la prueba, el liderato lo ocupaba Francisco Name con una ventaja de dieciocho segundos sobre el segundo lugar, Emilio Velázquez. En el tercer tramo, el auto de Name tuvo una ponchadura que lo retrasó cinco minutos y, en el cuarto, tuvo otra que lo retrasó cuarenta segundos adicionales. Al final de la prueba terminó en el sexto lugar general. La prueba presentó dificultades para los participantes por las constantes lluvias que tuvieron lugar durante su desarrollo. Emilio Velázquez ganó la prueba aunque estuvo dos veces en riesgo de abandonarla después de sufrir dos trompos o giros en los tramos seis y ocho. Con el resultado, logró mantenerse en el liderato del campeonato hasta la quinta fecha. El segundo lugar fue para Ricardo Cordero y, el tercero, para Roberto Morante.

## Itinerario
| Día              | Tramo | Nombre                      | Distancia         | Hora              | Ganador           | Tiempo            | Vel. media        | Líder rally       |
| ---------------- | ----- | --------------------------- | ----------------- | ----------------- | ----------------- | ----------------- | ----------------- | ----------------- |
| Día 1 viernes 30 | TC0   | Salida ceremonial           | Salida ceremonial | Salida ceremonial | Salida ceremonial | Salida ceremonial | Salida ceremonial | Salida ceremonial |
| Día 2 sábado 31  | TC1   | Huitzo 1                    | 21,250 km         | 9:48              | Francisco Name    | 10:50.60          | ?                 | Francisco Name    |
| Día 2 sábado 31  | TC2   | La Herradura 1              | 11,300 km         | 10:11             | Francisco Name    | 05:22:50          | ?                 | Francisco Name    |
| Día 2 sábado 31  | TC3   | Huitzo 2                    | 21,250 km         | 11:19             | Emilio Velászquez | 10:53.50          | ?                 | Emilio Velázquez  |
| Día 2 sábado 31  | TC4   | La Herradura 2              | 11,300 km         | 11:42             | Emilio Velászquez | 05:28.30          | ?                 | Emilio Velázquez  |
| Día 2 sábado 31  | TC5   | Llano verde 1               | 11,160 km         | 13:35             | Emilio Velászquez | 05:29.80          | ?                 | Emilio Velázquez  |
| Día 2 sábado 31  | TC6   | El Marqués 1                | 21,100 km         | 13:50             | Emilio Velászquez | 10:51.90          | ?                 | Emilio Velázquez  |
| Día 2 sábado 31  | TC7   | Llano verde 2 (Power stage) | 11,160 km         | 15:03             | Ricardo Cordero   | 05:34.90          | ?                 | Emilio Velázquez  |
| Día 2 sábado 31  | TC8   | El Marqués 2                | 21,100 km         | 15:18             | Ricardo Cordero   | 10:56.30          | ?                 | Emilio Velázquez  |
| Fuentes          |       |                             |                   |                   |                   |                   |                   |                   |

## Clasificación final
| Pos.    | Piloto           | Copiloto            | Automóvil                | Tiempo      | Diferencia | Vel. media | Puntos |
| ------- | ---------------- | ------------------- | ------------------------ | ----------- | ---------- | ---------- | ------ |
| 1.      | Emilio Velásquez | Javier Marín        | Mitsubishi Lancer Evo IX | 01:06:00.80 | 0:00       | 129.4 kp/h | 21     |
| 2.      | Ricardo Cordero  | Marco Hernández     | Mitsubishi Lancer Evo IX | 01:06:30.70 | + 0:29.9   | 116.9 kp/h | 26     |
| 3.      | Roberto Morante  | José Manuel Rivero  | Mitsubishi Lancer Evo IX | 01:10:47.50 | + 4:46.7   | 109.9 kp/h | -      |
| 4.      | Mario Fernández  | Ulises Piz          | Subaru Impreza STI       | 01:11:59.20 | + 5:58.4   | 108.0 kp/h | 4      |
| 5.      | Miguel Campero   | Cristina Campero    | Peugeot 207              | 01:12:26.60 | + 6:25.8   | 107.4 kp/h | -      |
| 6.      | Franciso Name    | Armando Zapata      | Mitsubishi Lancer Evo IX | 01:13:59.10 | + 7:58.3   | 105.1 kp/h | 17     |
| 7.      | Jorge González   | Ricardo Iniesta     | Mitsubishi Lancer DE     | 01:14:26.60 | + 8:25.8   | 104.5 kp/h | -      |
| 8.      | Gastón Fernández | Jaime Zapata        | Mitsubishi Lancer DE     | 01:14:49.80 | + 8:49.0   | 103.9 kp/h | 12     |
| 9.      | Jorge Almada     | Jaime Lozano        | Mitsubishi Lancer DE     | 01:16:14.30 | +10:13.5   | 102.0 kp/h | 10     |
| 10.     | Arturo Mora      | Alejandro Domínguez | Golf GTI                 | 01:17:44.30 | +11:43.5   | 100.0 kp/h | -      |
| Fuentes |                  |                     |                          |             |            |            |        |

| Predecesor: Media Noche 2013 | México 2013 | Sucesor: Patrio 2013 |